# Isaac Cantón
Isaac Cantón Serrano (Argamasilla de Alba, 13 juni 1996) is een Spaans wielrenner die anno 2022 rijdt voor Manuela Fundación Continental.

## Carrière
In juni 2017 werd Cantón nationaal kampioen op de weg bij de beloften, voor Álvaro Cuadros en Diego Pablo Sevilla.
In februari 2018 werd Cantón, namens Polartec Kometa, vijftiende in het jongerenklassement van de Ronde van de Provence. Later dat jaar nam hij onder meer deel aan de Grote Prijs Miguel Indurain en de Klasika Primavera, die hij beide niet uitreed.

## Overwinningen
2017
 Spaans kampioen op de weg, Beloften
2022
Bergklassement Ronde van Asturië

## Resultaten in voornaamste wedstrijden
|      | \| Jaar \| Parijs-Tours \| \| ---- \| ------------ \| \| 2020 \| 68e \| |
| Jaar | Parijs-Tours                                                            |
| 2020 | 68e                                                                     |

## Ploegen
- 2018 –  Polartec Kometa
- 2019 –  Kometa Cycling Team
- 2020 –  Burgos-BH
- 2021 –  Burgos-BH
- 2022 –  Manuela Fundación Continental

Ballesteros · Camacho · Cantón · Gamper · Gazzoli · Habtom · Inkelaar · Moschetti · Peña · Ries · Sevilla